# Изумрудный колибри Гульда
Изумрудный колибри Гульда (Chlorostilbon elegans) —  малоизвестный вымерший вид колибри (семейство Trochilidae).
Он был описан на основе единственного экземпляра, пойманного в 1840 году. Его происхождение неизвестно, но считается, что он населял Ямайку и Багамы. За исключением голотипа, никаких других особей обнаружено не было, поэтому он считается вымершим.

## Этимология
Джон Гульд описал колибри под именем Erythronota (?) elegans. Только позже этот вид был отнесен к роду Chlorostilbon. Это название составлено из греческих слов chlōros χλωρός — «зеленый» и «stilbōn στίλβων» — «сияющий». Греки дали Меркурию прозвище Stilbōn, которое восходит к «stilbē στιλβη« от слова «лампа»:103. Латинское «elegans» означает «изысканный, вкусный, элегантный»:144.

## История исследования
Вид был описан Джоном Гульдом в 1860 году под названием Erythronota elegans. Он известен только по единственному экземпляру (голотипу) неизвестного происхождения, который  в настоящее время хранится в Зоологическом музее Уолтера Ротшильда  в Тринге. Гульд не знал, кто точно собрал типовой образец и где он обитает.
Год спустя Гульд опубликовал сопроводительную таблицу. Она входила в часть 24 его монографии по колибри. По описанию Гульда, у колибри был сверкающий светло-зеленый капюшон. Горло и грудь были бронзово-зелеными.
Изумрудный колибри Гульда долгое время считался сомнительным видом. И лишь после исследования единственного экземпляра немецким орнитологом Андре-Александром Веллером в 1999 году изумрудный колибри Гульда был признан действительным видом и в 2004 году включён в список вымерших видов птиц МСОП. Веллер подозревает, что местом происхождения этого вида являются Ямайка или северные Багамы.

## Причины вымирания
Точная причина, по которой вид вымер, неизвестна, но это может быть связано с разрушением среды обитания, нехваткой пищи или нехваткой необходимых кормовых растений, а также хищничеством со стороны интродуцированных млекопитающих.